# Ласло Штернберг
Ласло Штернберг (Шаторі) (угор. László Sternberg (Sátori), 28 травня 1905 — 4 липня 1982) — угорський футболіст, що грав на позиції захисника, зокрема, за клуб «Уйпешт», а також національну збірну Угорщини. По завершенні ігрової кар'єри — тренер.
Дворазовий чемпіон Угорщини. 

## Клубна кар'єра
У футболі дебютував виступами за команду «Ексерес». 
З 1925 по 1932 рік грав у складі команд «Новезе», «Андреа Доріа», «Уйпешт», «Нью-Йорк Джаєнтс», «Бруклін Хакоах», «Хакоах Олл-Старз» та «Нью-Йорк Американс».
Своєю грою за останню команду знову привернув увагу представників тренерського штабу клубу «Уйпешт», до складу якого повернувся 1932 року. Цього разу відіграв за клуб з Будапешта наступні чотири сезони своєї ігрової кар'єри.
Завершив професійну ігрову кар'єру у клубі «Ред Стар», за команду якого виступав протягом 1936—1937 років.

## Виступи за збірну
25 березня 1928 дебютував у складі національної збірної Угорщини, провівши в її формі 19 матчів протягом 1928-1936 років. Був капітаном збірної з 1934 по 1935 рік.
У складі збірної був учасником чемпіонату світу 1934 року в Італії де зіграв в 1/8 фіналу проти Єгипту (4-2) і в чвертьфіналі проти Австрії (1-2).

## Кар'єра тренера
Розпочав тренерську кар'єру відразу ж по завершенні кар'єри гравця, 1937 року, очоливши тренерський штаб клубу «Уйпешт». 
Помер 4 липня 1982 року на 78-му році життя.

## Титули і досягнення
- Чемпіон Угорщини (2):

«Уйпешт»: 1932-1933, 1934-1935